# Florián Bayer
Florián Bayer (29. června 1902 Kopřivnice – 7. května 1942 Koncentrační tábor Mauthausen) byl český pedagog, průkopník, organizátor a zakladatel speciální pedagogiky a pomocného školství v regionu severovýchodní Moravy a východního českého Slezska, protinacistický odbojář a oběť nacismu.

## Život
Florián Bayer se narodil 29. června 1902 v Kopřivnici v rodině mistra v automobilce Tatra Floriána Bayera a jeho ženy Antoníny. V rodném městě vychodil obecnou a měšťanskou školu, studoval na reálném gymnáziu a poté na učitelském ústavu v Příboře, kde v roce 1923 odmaturoval. V témže roce začal učit na III. české státní obecné škole v Hranicích u Karviné. Prezenční vojenskou službu absolvoval mezi lety 1925 a 1926, poté krátce působil na obecné škole v Novém Bohumíně. Ještě v roce 1926 složil zkoušku pro vyučování na pomocných školách, protože problematika výuky dětí ze zaostalých, problematických nebo sociálně zaostalých rodin mu byla dlouhodobě blízká. V září 1926 začal vyučovat v pomocné třídě na II. české státní obecné škole v Karviné, v roce 1930 se pak stal řídícím učitelem v samostatné dvojtřídní pomocné škole tamtéž. V roce 1931 se mu u ní podařilo prosadit zřízení internátu. Po Mnichovské dohodě a obsazení českého Těšínska Poláky školu na podzim 1938 včetně internátu přestěhoval do Slezské Ostravy. Na rámec svého profesního života zorganizoval v roce 1937 v Karviné výstavu o pomocném školství a obecně se věnoval osvětové činnosti o významu pomocných škol. Byl členem okresní péče o mládež, snažil se o zlepšení péče o duševně postižené děti v kraji, na to téma publikoval články v odborných periodikách. V roce 1940 se stal jedním ze spoluzakladatelů Vědecké společnosti pro výzkum endemické degenerace na Lašsku a Valašsku, která mapovala degeneraci v jednotlivých obcích a vytvářela podklady pro potřebná protiopatření. Byl činný i mimo svou profesní oblast, byl členem Sokola, Klubu československých turistů, horolezeckého spolku James, Slezské matice osvěty lidové, Československého červeného kříže, Masarykovy ligy proti tuberkulóze a pěveckého spolku Smetana.

### Protinacistický odboj
Po německé okupaci v březnu 1939 vstoupil Florián Bayer do protinacistického odboje v organizaci Obrana národa. Zejména v létě 1939 se spolupodílel na organizaci ilegálních odchodů československých občanů z Protektorátu Čechy a Morava do Polska a na Slovensko. Na podzim 1941 se přes osobu Bohumila Chlebovského stal jedním z podporovatelů Sověty provedeného výsadku S1/R, kdy poskytl úkryt v podkroví školy jeho veliteli Bohuslavu Němcovi. Poté, co byl úkryt prozrazen bratrem jednoho z dalších výsadkářů, byli 1. listopadu 1941 oba zatčeni gestapem. Florián Bayer byl vězněn v Moravské Ostravě a poté v brněnských Kounicových kolejích. Dne 22. prosince 1941 téhož byl stanným soudem odsouzen k trestu smrti, počátkem února 1942 převezen do koncentračního tábora Mauthausen, kde byl 7. května 1942 popraven zastřelením. Ve stejný den a na stejném místě byl popraven i Bohuslav Němec.

## Posmrtná ocenění
- Floriánu Bayerovi byl in memoriam udělen Československý válečný kříž 1939
- Na počest Floriána Bayera byl v roce 1946 zřízen Kuratoriem pro mládež duševně úchylnou v Moravské Ostravě fond nesoucí jeho jméno, z jehož výtěžku byl pro ní vybudován zemský ústav
- V roce 1946 byla pedagogům Floriánu Bayerovi a Karlu Dvořáčkovi na budově obecné školy v Karviné-Hranicích odhalena pamětní deska
- Floriánu Bayerovi byla v roce 1992 na budově základní školy v Kopřivnici odhalena pamětní deska, v roce 2014 pak byla po něm pojmenována[1]